# Osseointegration
Osseointegration eller osseointegrering är den strukturella och funktionella förbindning som uppstår mellan levande ben och ytan av ett lastbärande artificiellt implantat, ofta tillverkat av titan. Det är en egenskap som är unik för titan och har förbättrat implantattekniken för tandersättningar och för ersättning av benvävnad och leder i den mänskliga kroppen.
Implantaten i käkarna fungerar som stöd för tandkronor och broar, medan implantaten på andra ställen i kroppen till exempel används för att förankra led- eller benproteser. 

## Teorier
Två teorier om den kemiska mekanismen som gör att implantaten integrerar med benvävnaden har föreslagits:
- Osseointegration, Per-Ingvar Brånemark
- Fiberosseos integration,  A Weiss

### Brånemarks teori
Brånemarks teori bygger på främst två principer: 
- När implantaten opereras in hanteras benvävnaden skonsamt så att bencellerna bibehåller sin vitalitet och inte skadas av för hög temperatur vid borrning och gängning.
- Implantaten är gjorda av titan, ett vävnadsneutralt material som möjliggör för bencellerna att under läkningen efter operationen växa ihop med implantatytan.

Dessa båda principer leder till att bencellerna så att säga bygger in implantaten så att de blir som en del av benvävnaden; de blir "osseointegrerade", med en term som Brånemark myntat.
Brånemark visade 1950 hur implantat av titan som opereras in i benvävnad kan fås att växa fast utan mellanliggande bindväv. Han fastslog också att implantaten inte ska utsättas för belastning initialt utan lämnas ifred så att integreringsprocessesen inte störs.

### Weiss' teori om benvävnadsintegration
Enligt Weiss' teori bildas benvävnadsligament mellan implantatet och benet och detta ligament kan anses vara jämbördigt med det ligament som finns i gommen. Han försvarar närvaron av kollagenfiber på ytan av benimplantatet och förordar också en tidig belastning av implantatet. 